# Hannah Mouncey
Hannah Mouncey (geboren als Callum Mouncey am 21. Oktober 1989 in Sydney) ist eine australische Handballnationalspielerin, die auch im Australian Football aktiv ist. Mouncey vertrat die heimische Männer-Handballnationalmannschaft, bis sie sich zu einer Transition  entschloss. Mouncey debütierte für die australische Frauen-Handballnationalmannschaft bei der Handball-Asienmeisterschaft der Frauen 2018.

## Männerhandball
Mouncey begann ihre Handballkarriere, nachdem sie 2009 nach Canberra gezogen war und spielte dort für den Canberra Handball Club im Australian Capital Territory.
Mouncey bestritt unter ihrem Geburtsnamen Namen Callum Mouncey insgesamt 22 Spiele für die australischen Männer-Handballnationalmannschaft. Ihr Debüt gab sie bei den Handball-Ozeanienmeisterschaften 2012 gegen Neuseeland, wo sie mit der australischen Mannschaft den Titel gewann. Weitere Einsätze folgten bei der Handball-Weltmeisterschaft der Männer 2013, der Handball-Ozeanienmeisterschaft 2014, bei der der Titel verteidigt wurde und in der Qualifikation für die Olympischen Sommerspiele 2016.

## Transition
Mouncey entschloss sich zur Transition während der Teilnahme am Qualifikationsturnier für die Olympischen Sommerspiele 2016 und begann im November 2015 mit einer Hormontherapie. Ihre Entscheidung teilte sie noch in Katar zunächst ihrer Mutter mit, danach ihren Freunden und ihrer Familie. Sie gab im Mai 2016 öffentlich bekannt, dass sie sich als Frau identifiziere.

## Frauenhandball
Das Internationale Olympische Komitee sieht in ihren Richtlinien vor, dass eine Transfrau erst nach 12 Monaten Hormontherapie in Frauenwettkämpfen teilnehmen darf. Allerdings waren die Testosteronwerte von Mouncey im Juli 2016 bereits deutlich unter den Grenzwerten von 10 nmol/L, weswegen sie daher auf eine Teilnahme an Frauenwettkämpfen zum Oktober 2016 hoffte. Zudem spekulierte sie mit einer Berufung in die australische Frauen-Handballnationalmannschaft. Ihr Antrag auf Spielberechtigung im Team von ACT Handball wurde jedoch durch die Australian Handball Federation aus versicherungstechnischen Gründen abgelehnt, da zu diesem Zeitpunkt noch drei Wochen der zwölf Monate Hormontherapie fehlten.
Am 27. Mai 2018 erzielte Mouncey drei Tore für den Melbourne Handball Club beim Sieg über den University of Queensland Handball Club beim Oceania Women's Handball Champions Cup. Bereits im April 2018 hatte Mouncey angefangen, mit der australischen Frauen-Handballnationalmannschaft zu trainieren, in Erwartung, dass die Internationale Handballföderation ihr die Spielberechtigung für die Handball-Asienmeisterschaft der Frauen 2018 in Kumamoto, Japan, erteilen würde. Dort erzielte sie vier Tore gegen Kasachstan in ihrem ersten internationalen Spiel mit der australischen Frauen-Handballnationalmannschaft, das Spiel selbst ging mit 24-32 verloren. Mouncey stand bei allen sechs absolvierten Spielen im Team und erzielte für die am Ende fünftplatzierten und somit für die Handball-Weltmeisterschaft der Frauen 2019 qualifizierten Australier insgesamt 23 Tore. Für die Weltmeisterschaft selbst wurde sie jedoch nicht in die Nationalmannschaft berufen. Mouncey begründete dies damit, dass einige Teammitglieder sich unwohl damit gefühlt hätten, Dusch- und Umkleideräume mit ihr zu teilen; dies wurde durch die australische Handballföderation dementiert.
Für die Australian Open Club Championships im Beachhandball verstärkte Mouncey die hier als Clubmannschaft antretende Nationalmannschaft der Frauen aus Amerikanisch-Samoa und belegte mit diesen den zweiten Platz.

## Australian Football
Obwohl die Australian-Football-Saison der Frauen 2018 erst einige Zeit nach Ablauf der 12-Monats-Richtlinie des IOC startete, wurde die Nominierung von Mouncey für den 2017er AFL Women's draft unter anderem mit Verweis auf einen Passus den Equal Opportunity Act des australischen Bundesstaats Victoria abgelehnt, der unterschiedliche Behandlung auf Basis des Geschlechts erlaube, wenn Kraft, Ausdauer oder Körperbau von Relevanz ist. Die Testosteronwerte von Mouncey befanden sich weit unter dem vom IOC vorgegebenen Grenzwert und die Australian Football League (AFL) hatte zu verstehen gegeben, dass sie die IOC-Richtlinien auf Transgender-Spieler*innen anwenden würde. Mouncey spielte zuvor für den Ainslie Football Club in der Spielzeit der Frauen 2017 der AFL Canberra. Die AFL hatte zuvor zu verstehen gegeben, dass sie für Ainslie auch 2018 spielen und sich auch am AFL Draft der Frauen 2018 beteiligen dürfe. Als Reaktion auf den Vorgang betonten sowohl der Coach als auch der Präsident des Ainslie Football Club gegenüber den Medien, dass sie keinerlei Bedenken bezüglich Kraft, Ausdauer oder Körperbau von Mouncey hätten, welche einer Wettbewerbsteilnahme bei der AFL Canberra 2017 entgegenstehen würde.
Die Entscheidung, Mouncey auszuschließen, löste öffentliche und mediale Kritik an der AFL aus und die AFL Players Association verlangte eine Klarstellung von der AFL hinsichtlich der prinzipiellen Spielberechtigung von Transgender-Spieler*innen. Es entstanden Irritationen hinsichtlich der Frage, ob die AFL überhaupt die Befugnis hatte, die Spielberechtigung von Mouncey in anderen Australian-Football-Ligen 2018 beziehungsweise 2017 zu erteilen oder ob diese Genehmigung überhaupt notwendig gewesen wäre. Im Dezember 2017 entschloss Mouncey sich zu einem Umzug nach Melbourne, um ihre Fußballkarriere und das Geschäft ihrer Firma Transform Coaching and Speaking voranzubringen.
In einem Presseerklärung am 13. Februar 2018 unterstützte die AFL schließlich den Antrag von Mouncey innerhalb der Bundesstaatgrenzen Australian Football spielen zu dürfen (zum Beispiel in der VFLW) und betonte, dass die zuvor ablehnende Entscheidung nur für das Jahr 2017 gegolten hätte. Der Verband auf Bundesstaatsebene AFL Victoria bestätigte danach, dass Mouncey, nachdem sie ihr Training mit den Darebin Falcons begonnen hatte, in der 2018er-Saison der VFL Women's spielen würde. Damit hatte die AFL zum ersten Mal in ihrer Geschichte zugestimmt, eine offen als Transfrau auftretende Spielerin spielen lassen. Ihr Debüt feierte Mouncey schließlich in Runde 1 der VFLW Saison 2018 bei der Niederlage gegen den Northern Territory Football Club, am Ende der Saison lag sie auf Platz 2 bei den erzielten Toren hinter Darcy Vescio. Am 9. September 2018 kündigte Mouncey an, dass sie nicht am 2018 AFL Women's draft teilnehmen würde, veröffentlichte jedoch zugleich ihre Gesundheits- und Fitnessdaten als Nachweis, dass sie dazu zu einer Teilnahme berechtigt gewesen wäre.